# 唐奈·利納雷斯
唐奈·利納雷斯·貝尼特斯（西班牙語：Donell Linares Benitez，1983年10月28日—），為古巴的棒球選手之一，曾效力於中華職棒義大犀牛，中文登錄名為「李那瑞」，守備位置為三壘手，他也是古巴棒球選手奥马尔·利纳雷斯的姪子。

## 經歷
- 古巴聯賽Industriales de La Habana
- 美國職棒亞特蘭大勇士（小聯盟，2008年～2011年）
- 多明尼加聯盟Tigres del Licey（2009年10月～12月）
- 多明尼加聯盟Estrellas de Oriente（2011年10月～12月）
- 多明尼加聯盟Tigres del Licey（2012年1月）
- 墨西哥聯盟Vaqueros Laguna（2012年）
- 墨西哥聯盟蒙克洛瓦鐵人（2012年）
- 多明尼加聯盟Tigres del Licey（2012年10月～12月）
- 多明尼加聯盟Toros del Este（2013年1月）
- 墨西哥聯盟Olmecas de Tabasco（2013年）
- 多明尼加聯盟Toros del Este（2013年10月～12月）
- 墨西哥太平洋聯盟Tomateros de Culiacan（2013年～2014年）
- 中華職棒義大犀牛（2014年2月～4月）
- 墨西哥聯盟Olmecas de Tabasco（2014年5月～2015年6月）
- 墨西哥太平洋聯盟Yaquis de Obregon（2014年11月～12月）
- 墨西哥聯盟Saraperos de Saltillo（2015年6月～8月）
- 多明尼加聯盟Toros del Este（2015年11月）
- 墨西哥太平洋聯盟Naranjeros de Hermosillo（2015年12月）
- 尼加拉瓜職棒聯盟Orientales de Granada（2015年12月～2016年1月）
- 北墨西哥聯盟Algodoneros de San Luis （2016年）
- 尼加拉瓜職棒聯盟Orientales de Granada（2016年10月～2017年1月）
- 尼加拉瓜職棒聯盟Gigantes de Rivas（2017年1月）
- 尼加拉瓜職棒聯盟Leones del Leon（2017年10月～2018年1月）

## 職棒生涯成績
| 年度   | 球隊     | 出賽 | 打數 | 安打 | 全壘打 | 打點 | 盜壘 | 四壞 | 三振 | 壘打數 | 雙殺打 | 打擊率 | 上壘率 | 長打率 |
| ------ | -------- | ---- | ---- | ---- | ------ | ---- | ---- | ---- | ---- | ------ | ------ | ------ | ------ | ------ |
| 2014年 | 義大犀牛 | 15   | 61   | 16   | 0      | 5    | 0    | 2    | 5    | 20     | 0      | 0.262  | 0.292  | 0.328  |
| 合計   | 1年      | 15   | 61   | 16   | 0      | 5    | 0    | 2    | 5    | 20     | 0      | 0.262  | 0.292  | 0.328  |

## 特殊事蹟
- 2017年為2016-17年球季尼加拉瓜職棒聯盟安打王。

## 外部連結
- 唐奈·利納雷斯在台灣棒球維基館上的頁面（繁體中文）
- 唐奈·利納雷斯在中華職棒
- 唐奈·利納雷斯在Baseball-Reference.com（小聯盟以及海外聯盟）（英语）